# Orchideae
Orchideae je tribus orhideja u potporodici Orchidoideae. Sastoji se od 8 podtribusa.

## Rodovi
Tribus Orchideae Small
1. Subtribus Huttonaeinae Schltr.
  1. Huttonaea Harv. (5 spp.)
  2. Pachites Lindl. (2 spp.)
2. Subtribus Brownleeinae H. P. Linder & Kurzweil
  1. Brownleea Harv. ex Lindl. (8 spp.)
  2. Disperis Sw. (78 spp.)
3. Subtribus Coryciinae Benth.
  1. Pterygodium Sw. (20 spp.)
  2. Corycium Sw. (13 spp.)
  3. Evotella Kurzweil & H. P. Linder (2 spp.)
  4. Ceratandra Eckl. ex F. A. Bauer (6 spp.)
4. Subtribus Disinae Lindl. ex Benth.
  1. Disa Bergius (185 spp.)
5. Subtribus Satyriinae Pfitzer
  1. Satyrium Sw. (88 spp.)
6. Subtribus Habenariinae Benth.
  1. Herminium L. (52 spp.)
  2. Hsenhsua X. H. Jin, Schuit. & W. T. Jin (1 sp.)
  3. Tylostigma Schltr. (8 spp.)
  4. Oligophyton H. P. Linder (1 sp.)
  5. Benthamia A. Rich. (35 spp.)
  6. Pecteilis Raf. (10 spp.)
  7. Gennaria Parl. (2 spp.)
  8. Peristylus Blume (100 spp.)
  9. Stenoglottis Lindl. (5 spp.)
  10. Habenaria Willd. (918 spp.)
  11. Cynorkis Thouars (180 spp.)
  12. Thulinia P. J. Cribb (1 sp.)
  13. Veyretella Szlach. & Olszewski (2 spp.)
  14. Cooktownia D. L. Jones (1 sp.)
  15. Megalorchis H. Perrier (1 sp.)
  16. Diplomeris D. Don (3 spp.)
  17. Holothrix Rich. (47 spp.)
  18. Brachycorythis Lindl. (40 spp.)
  19. Neobolusia Schltr. (3 spp.)
  20. Schizochilus Sond. (11 spp.)
  21. Dracomonticola H. P. Linder & Kurzweil (1 sp.)
7. Subtribus Orchidinae (Dressler & Dodson) Verm.
  1. Neotinea Rchb.f. (5 spp.)
  2. ×Neotinacamptis J. M. H. Shaw (0 sp.)
  3. ×Neotinarhiza J. M. H. Shaw (0 sp.)
  4. ×Orchinea J. M. H. Shaw (0 sp.)
  5. Chamorchis Rich. (1 sp.)
  6. Steveniella Schltr. (1 sp.)
  7. Himantoglossum W. D. J. Koch (9 spp.)
  8. ×Orchimantoglossum Asch. & Graebn. (0 sp.)
  9. Ophrys L. (81 spp.)
  10. Serapias L. (15 spp.)
  11. ×Serapicamptis Godfery (0 sp.)
  12. ×Serapirhiza Potucek (0 sp.)
  13. Anacamptis Rich. (23 spp.)
  14. ×Anacamptorchis E. G. Camus (0 sp.)
  15. Orchis Tourn. ex L. (28 spp.)
  16. ×Orchiplatanthera E. G. Camus (0 sp.)
  17. ×Orchidactylorhiza Soó & Borsos (0 sp.)
  18. Traunsteinera Rchb. (2 spp.)
  19. Pseudorchis Ség. (1 sp.)
  20. ×Pseudorhiza P. F. Hunt (0 sp.)
  21. ×Pseudanthera McKean (0 sp.)
  22. ×Herminorchis P. Fourn. (0 sp.)
  23. Platanthera Rich. (151 spp.)
  24. Coenoemersa R. González & Lizb. Hern. (3 spp.)
  25. Galearis Raf. (10 spp.)
  26. ×Dactylanthera P. F. Hunt & Summerh. (1 sp.)
  27. Dactylorhiza Neck. ex Nevski (46 spp.)
  28. Gymnadenia R. Br. (9 spp.)
  29. ×Gymnigritella E. G. Camus (0 sp.)
  30. Nigritella Rich. (17 spp.)
  31. ×Dactylitella P. F. Hunt & Summerh. (0 sp.)
  32. ×Dactylodenia Garay & H. R. Sweet (2 spp.)
  33. ×Dactylocamptis P. F. Hunt & Summerh. (1 sp.)
  34. ×Orchigymnadenia E. G. Camus (0 sp.)
  35. ×Gymnanacamptis Asch. & Graebn. (0 sp.)
  36. ×Pseudadenia P. F. Hunt (1 sp.)
  37. ×Gymnotraunsteinera Cif. & Giacom. (0 sp.)
  38. ×Gymplatanthera E. G. Camus (0 sp.)
  39. ×Pseuditella P. F. Hunt (0 sp.)
  40. Sirindhornia H. A. Pedersen & Suksathan (3 spp.)
  41. Hemipilia Lindl. (76 spp.)
8. Subtribus Vietorchidinae Aver.
  1. Silvorchis J. J. Sm. (4 spp.)